# Pseudonapomyza philippinensis
Pseudonapomyza philippinensis är en tvåvingeart som beskrevs av Spencer 1961. Pseudonapomyza philippinensis ingår i släktet Pseudonapomyza och familjen minerarflugor. Inga underarter finns listade i Catalogue of Life.